# Survie (nouvelle)
Pour les articles homonymes, voir Survie.
Survie (titre original : Survival) est une nouvelle de John Wyndham publiée pour la première fois dans Thrilling Wonder Stories en février 1952.
Le récit évoque des voyageurs d'une fusée en perdition qui tentent de survivre en commettant les actions les plus ignobles.

## Parutions

### Parutions aux États-Unis
La nouvelle est parue initialement aux États-Unis dans Thrilling Wonder Stories en Février 1952.

### Parutions en France
La nouvelle a notamment été publiée :
- dans l'anthologie Le Temps cassé, Denoël, coll. « Présence du futur » no 34, novembre 1959 (réédition en février 1973) ;
- dans l'anthologie Histoires de cosmonautes, Le Livre de poche no 3765, coll. « La Grande Anthologie de la science-fiction », 1974 trad. Élisabeth Gille (rééditions en 1975, 1976, 1984 et 1986)

### Parutions dans d'autres pays occidentaux
La nouvelle a aussi été publiée :
- en 1958 en langue espagnole sous le titre Supervivencia ;
- en 1964 en langue néerlandaise sous le titre Het kindvrouwtje ;
- en 1965 en langue allemande sous le titre Die Überlebende ;
- en 1972 en langue hongroise sous le titre Túlélni ;
- en 1981 en langue italienne sous le titre Sopravvivenza ;
- en 1985 en langue portugaise sous le titre Sobrevivência.

## Résumé
Alice Morgan et son époux David Morgan se rendent sur Mars pour des motifs professionnels. Il y a 16 personnes à bord de la fusée, et Alice est la seule femme. Le départ a lieu.
Au cours du voyage, des panneaux latéraux de la fusée sont détériorés et le cap exact vers Mars ne peut pas être maintenu. La seule solution trouvée est de se mettre en orbite autour de la planète et d'attendre les secours venus de la Terre. Un SOS est envoyé et l'équipage prend son mal en patience, sachant qu'il faudra attendre plusieurs semaines, si ce n'est plusieurs mois, avant que les secours n'arrivent. Si l'air et l'eau ne posent pas de problèmes, en revanche la nourriture limitée en constitue un.
L'un des membres de l'équipage fait une sortie extravéhiculaire pour tenter de réparer les panneaux : il meurt dans l'opération. Son corps est placé dans un réfrigérateur. Peu de temps après, Alice Morgan va voir le commandant et demande que les rations du défunt lui soient attribuées : elle est tombée enceinte durant le voyage et a besoin de nourriture pour le bébé qu'elle attend.
Les semaines passent. Un jour, on découvre que le défunt dont le cadavre a été placé dans le réfrigérateur n'a plus de jambes : quelqu'un, ou plusieurs personnes, a/ont découpé les jambes pour les manger. On ignore qui a commis cet acte de cannibalisme. Le capitaine du vaisseau, qui apprend que les secours auront du retard pour rejoindre la fusée en perdition, sabote le poste de radio.
Quelques semaines plus tard, un groupe d'astronautes de l'équipage meurt dans des circonstances mystérieuses et non élucidées. Leurs corps seront mangés par les autres.
Ils ne sont maintenus plus que neuf. Ils décident de tirer à la courte paille pour savoir qui, parmi eux, sera mangé. Alice refuse de participer à cette sélection par le hasard : si tous les membres de l'équipage étaient volontaires pour le voyage et en connaissaient les risques, en revanche son embryon est totalement innocent. Par ailleurs, les peuples de la Terre connaissent son état de femme enceinte : comment justifierait-on la mort d'Alice, sachant qu’elle n'est pas astronaute ? Les autres passagers acceptent de l'exempter du tirage au sort.
Plusieurs mois ont passé. La fusée de secours arrive à proximité de la fusée en détresse. L'équipage de secours accoste et pénètre dans la fusée. Il l'y a personne. Des objets flottent dans les cabines, notamment des ossements humains.
La nouvelle se termine sur ces mots : « Alice se tut brusquement, au cliquetis de la porte qui s'ouvrait. Un instant, elle fixa, bouche bée, les silhouettes des trois hommes qui la contemplaient, abasourdis. Son visage n'était plus qu'un masque, un faisceau de lignes dures qui partaient des points où la peau serrait étroitement les os. (…) Elle lâcha le bébé qui resta suspendu au-dessus du sol, gloussant et gigotant ; glissa sa main droite sous l'oreiller de la couchette et la retira, armée d'un revolver. La forme noire du revolver semblait énorme dans sa main transparente et maigre, quand elle le pointa contre les hommes demeurés figés sur le seuil. " Regarde, bébé, dit-elle. Regarde ! de la viande ! de la belle viande ! " ».